# Daallo Airlines

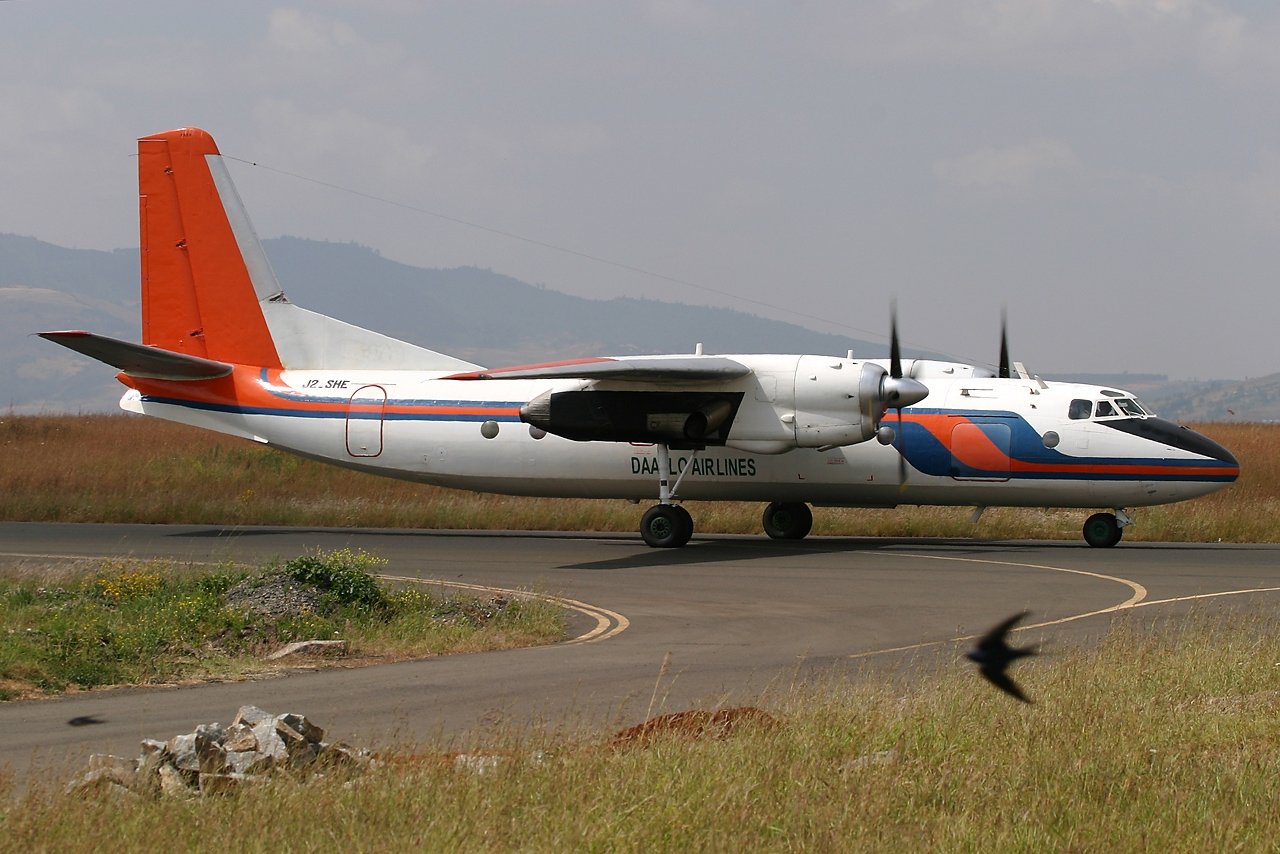
Antonov An-24RV, Daallo Airlines, 2005

Daallo Airlines är ett flygbolag baserat i Dubai International Airports frizon i Al Garhoud i Dubai i Förenade Arabemiraten. Dess huvudsakliga flygplats är Djibouti-Ambouli International Airport, och flygbolaget flyger reguljärt mellan Östafrika och Mellanöstern.